# خورشیدگرفتگی ۲۴ ژانویه ۱۹۲۵
خورشیدگرفتگی ۲۴ ژانویه ۱۹۲۵ (به انگلیسی: Solar eclipse of January 24, 1925) یک خورشیدگرفتگی از نوع خورشیدگرفتگی کامل است. این خورشیدگرفتگی در تاریخ ۲۴ ژانویه ۱۹۲۵ میلادی (‎۴ بهمن ۱۳۰۳ خورشیدی) روی داد که زمان اوج آن، ساعت ۱۴:۵۴:۰۳ به‌وقت ساعت هماهنگ جهانی بوده‌است. مدت زمان و طول این خورشیدگرفتگی ۲ دقیقه و ۲۳ ثانیه بود.